# Can Ribafort
Can Ribafort és una masia del poble de Bigues, en el terme municipal de Bigues i Riells, a la comarca catalana del Vallès Oriental.
Es troba a l'extrem oriental del terme, molt a prop del límit amb l'Ametlla del Vallès. És al costat nord de la carretera BP-1432 a l'est de la rotonda de la cruïlla d'aquesta carretera amb la BV-1435, a l'entrada est de Bigues. És al nord-est del Polígon Industrial Can Barri i a l'est de la urbanització de Can Barri. A llevant seu hi ha la finca de Can Curto i la masia de Can Pere Pau.
Està inclosa en el Catàleg de masies i cases rurals de Bigues i Riells.